# Деулінське перемир'я
Деулі́нське переми́р'я (пол. Rozejm w Dywilinie) — договір між Московським царством і Річчю Посполитою, укладений 1(11) грудня 1618 у селі Деуліно (нині входить в Сергіїв Посад Московської області), що завершило дев'ятилітню Польсько-московську війну. Перемирʼя уклали на термін 14,5 років: з 25 грудня (04 січня 1619) по 25 червня 1633 року. 
На переговорах у Деуліно посольство Речі Посполитої очолювали А. Надворський, Лев Сапєга, Я. Гонявський. Московську сторону представляли бояри Ф. Шереметєв, Д. Мезецький та ін.. 
За умовами Деулінського перемир'я до Речі Посполитої, серед іншого, поверталися Смоленська, Чернігівська і Новгород-Сіверська землі, а королевичу Владиславу Ваза — право на титул царя московського. Деулінське перемир'я зупинило війну на десятиліття, але ще до закінчення терміну Московщина розпочала - у 1632 р. так звану Смоленську війну.